# Нікос Кареліс
Ніколаос (Нікос) Кареліс (грец. Νικόλαος Καρέλης, нар. 24 лютого 1992, Іракліон, Греція) — грецький футболіст, нападник збірної Греції та клубу «Панатінаїкос».
Володар Кубка Греції.

## Клубна кар'єра
У дорослому футболі дебютував 2008 року виступами за команду клубу «Ерготеліс», в якій провів чотири сезони, взявши участь у 30 матчах чемпіонату.
Протягом 2012–2013 років захищав кольори команди клубу «Амкар».
До складу клубу «Панатінаїкос» приєднався 2013 року.

## Виступи за збірні
2008 року дебютував у складі юнацької збірної Греції, взяв участь у 24 іграх на юнацькому рівні, відзначившись 6 забитими голами.
Протягом 2010–2014 років залучався до складу молодіжної збірної Греції. На молодіжному рівні зіграв у 18 офіційних матчах, забив 9 голів.
2014 року дебютував в офіційних матчах у складі національної збірної Греції.

## Титули і досягнення
- Чемпіон Греції (1):

ПАОК: 2018–19
- Володар Кубка Греції (2):

«Панатінаїкос»: 2013-14
ПАОК: 2018–19